# Boris Ingster
Cet article possède un paronyme, voir Inkster.
Boris Ingster, né le 29 octobre 1903 à Riga (Empire russe) et mort le 2 août 1978 à Woodland Hills, un quartier de Los Angeles, en Californie, est un scénariste, réalisateur et producteur de télévision et de cinéma américain d'origine lettonne.
Il est réputé pour son rôle dans le lancement du genre film noir. Dans les années 1930, il est scénariste de plusieurs films. Il fait ses débuts en tant que réalisateur en 1940 avec le film noir Stranger on the Third Floor (L'Inconnu du troisième étage). Dans les années 1950 et 1960, il se concentre sur la production de séries télévisées dans des genres aussi bien théâtral que des westerns et des thrillers d'espionnage.

## Biographie
Boris Ingster (traduction littérale du yiddish Boris Jr.) naît Boris Mikhailovich Azar en 1903 à Riga, dans l'Empire russe, aujourd'hui en Lettonie de Moses Ber-Itsikovich Azarh (1869, Velizh - 1941, Riga), un marchand, et de Miriam-Basi Leizerovna Gottlieb (1876, Moscou - 1941, Riga). Son frère aîné est Alexei Mikhailovich Granovsky qui, dans les années 1920, travaille dans le théâtre, en fondant le Théâtre juif d'État de Moscou, qu'il a également dirigé. En 1928, Alexei part en tournée avec le théâtre et reste à Berlin, puis s'installe à Paris. Un troisième frère est Leonid Mikhailovich Azarh (20 mars 1900, Riga - 1964, Paris), monteur de films français. Boris Ingster a également une sœur, Fanny Mikhailovna Pevzner.

### Carrière
Au début de sa carrière en Russie, Boris Ingster rencontre Sergueï Eisenstein en 1922 à Moscou, quand il est étudiant pour devenir acteur et Eisenstein, un metteur en scène. Ingster le voit mettre en scène une pièce d'Alexandre Ostrovski sr scène bizarre, semblable à un cirque, avec une corde raide, même si la pièce était d'un genre réaliste. Ingster approche Eisenstein après la pièce pour lui poser des questions sur la disposition inhabituelle du décor. Dans les années 1920, Ingster émigre en France où, en 1930, il assiste Sergueï Eisenstein sur le tournage du film Romance sentimentale (1930).
Boris Ingster déménage aux États-Unis, où il commence à travailler dans le cinéma et la télévision ; il est scénariste sur divers films, dont Et la parole fut. Il réalise son premier film en 1940, Stranger on the Third Floor (L'Inconnu du troisième étage), sur lequel il est également scénariste. Ce film est désormais réputé être le premier « vrai » film noir. En 1943, il contribue à la scénarisation du film de propagande MGM Song of Russia, qui a conduit à une controverse en raison de préoccupations selon lesquelles il avait un parti pris pro-soviétique. En 1949, il écrit et réalise la comédie The Judge Steps Out. Dans les années 1950, Ingster se tourne en grande partie vers le travail télévisuel. Il produit vingt-cinq épisodes de la série de western Wagon Train (La Grande Caravane), dix-huit épisodes de la série dramatique The Roaring 20's, onze épisodes d'un autre western, Cheyenne, et 38 épisodes de la série à suspense d'espionnage The Man from U.N.C.L.E. (Des agents très spéciaux).

### Vie privée
Boris Ingster épouse successivement l'actrice Leni Stengel en 1930, Wilma Ingster en 1938, l'actrice hongroise Zita Perczel en 1944 (ils divorcent en 1954) et Christiane Ingster-Oshay (née Deleval, plus tard Oshay) en 1955. Avec cette dernière, il a un fils, Michael, né en 1962.

## Filmographie partielle

### Au cinéma
- 1935 : Les Derniers jours de Pompéi (scénariste)
- 1936 : Le Danseur pirate (Dancing Pirate) (scénariste)
- 1937 : Le Prince X (Thin Ice) (scénariste)
- 1938 : Pour un million (I'll Give a Million) de Walter Lang  (scénariste)
- 1938 : Happy Landing (scénariste)
- 1940 : L'Inconnu du troisième étage (Stranger on the Third Floor) (réalisateur)
- 1945 : Paris Underground (scénariste)
- 1949 : The Judge Steps Out (réalisateur, scénariste, scénario)
- 1950 : Southside 1-1000 (réalisateur et scénariste)
- 1952 : Something for the Birds (scénariste)
- 1956 : Abdulla le Grand (scénariste)
- 1964 : Le Californien (Guns of Diablo) (réalisateur et producteur)
- 1966 : L'Espion au chapeau vert (producteur)
- 1966 : One of Our Spies Is Missing (producteur)
- 1967 : The Karate Killers (producteur)